# Еміль Сакре (яхтсмен)
Еміль Сакре (фр. Émile Sacré, 16 травня 1861 — 4 вересня 1933) — французький яхтсмен.
Олімпійський чемпіон 1900 року в класі до 0,5 тонни.